# Torre Onandia
La Torre Onandia és una obra de Matadepera (Vallès Occidental) protegida com a Bé Cultural d'Interès Local.

## Descripció
Torre de planta rectangular, ubicada en una finca cantonera entre el carrer d'Àngel Guimerà i de Josep Valls. Presenta dos nivells d'habitació, el superior de menor dimensió recorda una mansarda o golfa. La coberta de teula àrab, és composta i trencada per dos cossos transversals en creu, formant dues carenes. El ràfec amb motllura simple és cobert per teula plana lleugerament inclinada de ceràmica vidriada de color granatós, hi dibuixa un marc visible des de l'exterior. La façana principal i la posterior presenten marquesina o porxo d'accés. La nord amb dues columnes d'estil historicista jòniques. La coberta plana de la marquesina posterior serveix també de terrassa. Presenta barana balustrada. El jardí tanca és notable. El tractament dels materials i cromàtic presenten una extraordinària homogeneïtat.

## Història
És un notable exponent de casa d'estiueig de la primera meitat del segle xx, moment en què s'urbanitza el carrer Àngel Guimerà. Les reformes principals, iniciades ja els anys quaranta, s'han realitzat a l'interior i en la marquesina posterior. També s'efectuà una obertura en la tanca del carrer Àngel Guimerà per tal d'accedir a la cotxera.